# Alliance ARENA
 (novembre 2019).
L'Alliance ARENA ou A.R.E.N.A. est une centrale d'achats réunissant 8 groupes internationaux de bricolage et d'équipement de la maison.

## Historique
L’Alliance ARENA est créée en 2000 à l'initiative du groupement Les Mousquetaires pour centraliser les achats dans le secteur du bricolage. L'alliance, prenant la forme d'une société par actions simplifiées (SAS), débute avec un autre distributeur de bricolage en  Allemagne : hagebau (de). 
RONA, enseigne de bricolage au Canada, dont le groupement les Mousquetaires a pris 17% des parts depuis 1997, rejoint la SAS en 2003. Elle restera dans la centrale d'achats jusqu'à son rachat par Américain Lowe's[source insuffisante].
Au cours des années, d'autres enseignes rejoignent l'alliance.
En 2019, l’alliance regroupe 7 groupes de la distribution non-alimentaire, rassemblant 24 enseignes dans 15 pays.[réf. nécessaire]
C’est en juin 2023 que le groupe BMR se joint à l’alliance. Chaîne de quincailleries au Canada.  

## Organisation
L'Alliance ARENA représente un réseau de 4200 de points de vente dans le monde. Elle compte 110 salariés[réf. nécessaire]. 
Les groupes membres de l'alliance[réf. nécessaire] sont :
- Le groupe Les Mousquetaires (principalement en France, Belgique, Pologne et Portugal) : enseignes de bricolage (Bricomarché, Bricocash, Bricorama), de la distribution alimentaire (Intermarché, Netto) et dans le domaine automobile (Roady, American Car wash, Rapid Pare-brise).
- Le groupe hagebau (de) avec ses propres enseignes et ses partenaires (principalement en Allemagne, Autriche, Belgique, Espagne, Luxembourg) : enseignes de bricolage (Hagebaumarkt, Werkers Welt, Meno Group avec trois enseignes de bricolage : Meno pro, Handy Home, Home&Co), de jardinage (Floraland) et de produits de quincaillerie (Coarco)
- Des groupes spécialisés dans le bricolage : le groupe Bricofer (Italie) regroupant trois enseignes (Bricofer, Ottimax, Self Italia),  Jumbo (Suisse), Dedeman (en) (Roumanie), Pevex[5] (Croatie), Maxeda DIY Group (Benelux) regroupant trois enseignes[1] (Praxis aux Pays-Bas, Brico en Belgique et au Luxembourg et BricoPlanit en Belgique).